# Wild and Woolly (1917)
Wild & Woolly is een Amerikaanse Western uit 1917 onder regie van John Emerson met in de hoofdrol Douglas Fairbanks. De film werd in 2002 opgenomen in het National Film Registry.

## Rolverdeling
| Acteur            | Personage                      |
| ----------------- | ------------------------------ |
| Douglas Fairbanks | Jeff Hillington                |
| Eileen Percy      | Nell Larabee                   |
| Walter Bytell     | Collis J. Hillington           |
| Joseph Singleton  | Judson, de Butler              |
| Calvert Carter    | Tom Larabee, de Hotel eigenaar |
| Forrest Seabury   | Bankier                        |